# ولادیمیر سولویوف (فیلسوف)
ولادیمیر سرگئیویچ سولویوف (روسی: Влади́мир Серге́евич Соловьёв؛ ۲۸ ژانویهٔ ۱۸۵۳ – ۱۳ اوت ۱۹۰۰) یک فیلسوف، متخصص الهیات، شاعر و منتقد ادبی اهل امپراتوری روسیه بود. او در پایان قرن نوزدهم و در رنسانس معنوی قرن بیستم، نقش مهمی در توسعه فلسفه و شعر روسیه ایفا کرد.
او فرزند سرگی سولویوف تاریخ‌نگار اهل روسیه بود.

## آثار
نمایشنامه حکایت دجال (مکاشفه‌ای در نقد واپسین انسان)، ترجمه سیدرضا وسمه گر، نشر نگاه معاصر

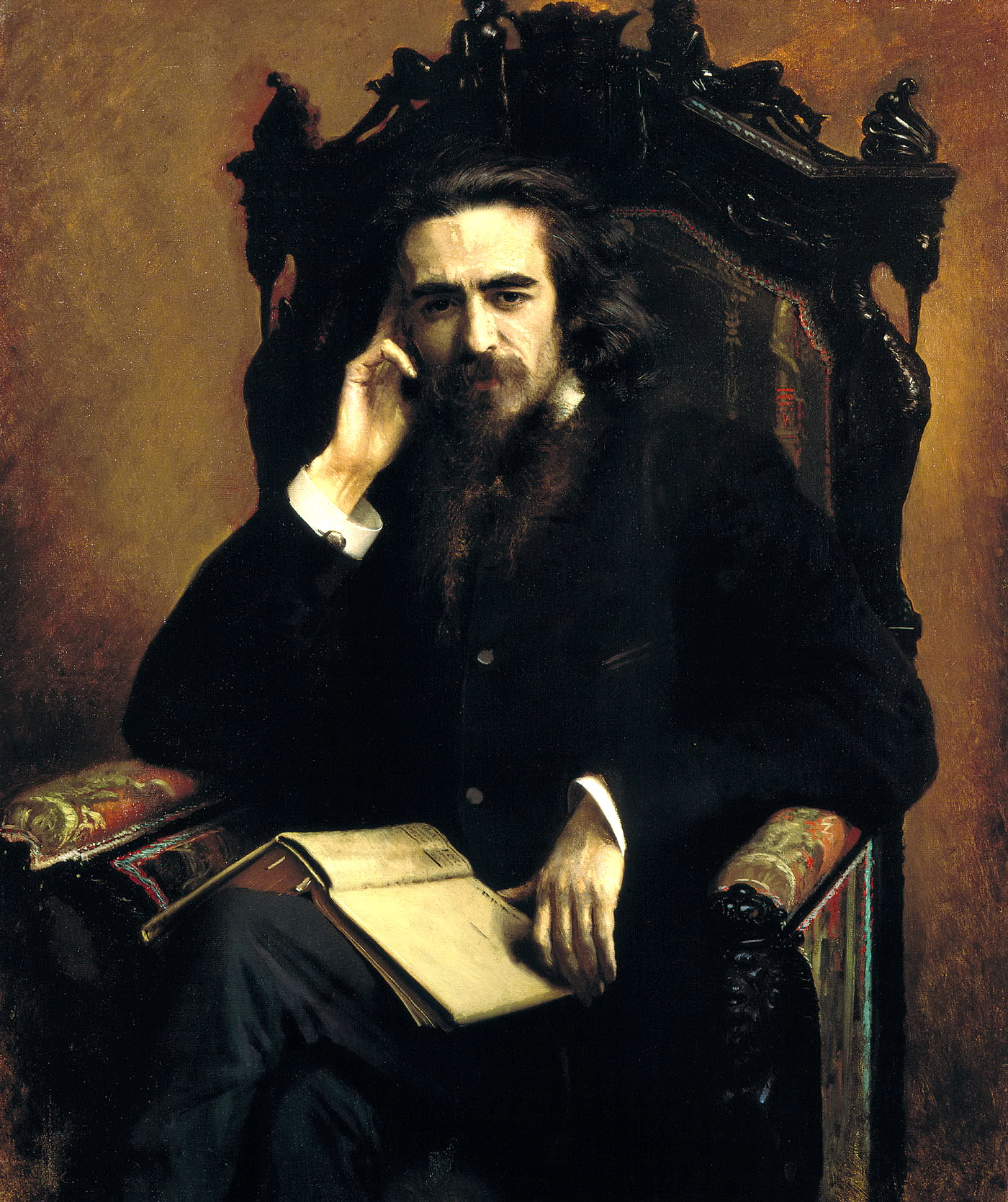
سولویوف اثر ایوان کرامسکوی